# Ghosteen
Albums de Nick Cave and the Bad Seeds
Skeleton Tree
(2016) Wild God
(2024)
Ghosteen est le 17e album studio du groupe australien Nick Cave and the Bad Seeds, sorti le 3 octobre 2019 au format numérique, et le 8 novembre 2019 sous la forme d'un double album CD et vinyle.
Produit par Nick Cave et Warren Ellis il fut enregistré aux studios californiens Woodshed à Malibu et NightBird à West Hollywood, aux Retreat Studios à Brighton, en Angleterre, et finalement au Candy Bomber Studio à Berlin, en Allemagne.

## Liste des titres
Toutes les chansons sont écrites et composées par Nick Cave et Warren Ellis.
| 1. | Spinning Song   | 4:43 |
| 2. | Bright Horses   | 4:52 |
| 3. | Waiting for You | 3:54 |
| 4. | Night Raid      | 5:07 |
| 5. | Sun Forest      | 6:46 |
| 6. | Galleon Ship    | 4:14 |
| 7. | Ghosteen Speaks | 4:02 |
| 8. | Leviathan       | 4:47 |

| 1. | Ghosteen  | 12:10 |
| 2. | Fireflies | 3:23  |
| 3. | Hollywood | 14:12 |

## Musiciens
- Nick Cave : chant, piano, synthétiseurs,
- Warren Ellis : synthétiseurs, loops, flute, violon, piano, chœurs
- Thomas Wydler : batterie
- Martyn Casey : basse
- Jim Sclavunos : vibraphone, percussions
- George Vjestica : guitare
- Augustin Viard : ondes Martenot
- Kaushlesh "Garry" Purohit : tablas

## Personnel technique
- Nick Cave : production, mixage
- Warren Ellis : production, mixage
- Lance Powell : mixage
- Andrew Dominik : mixage